# کریستف گامل
کریستف گامل (فرانسوی: Christophe Gamel‎؛ زادهٔ ۱۱ اوت ۱۹۷۲) بازیکن فوتبال اهل فرانسه است.